# 小野口奈々
小野口 奈々（おのぐち なな、1985年7月2日 - ）は、日本のフリーアナウンサーで、元山口放送（KRY）、元TVQ九州放送アナウンサー。福岡県太宰府市出身。リトルモンスターエンターテイメント所属。

## 来歴
福岡県立筑紫丘高等学校、西南学院大学卒業。大学在学時には福岡アナウンススクールに通っていた。
大学を卒業後、2008年4月1日に山口放送 (KRY) に入社。
2015年7月31日付で山口放送を退社し、同年8月にTVQへ移籍した。2020年8月からフリー。
2022年11月30日、自身のInstagramで第一子男児を出産したことを報告。
2024年1月1日、リトルモンスターエンターテイメントのホームページで新メンバー紹介で紹介され所属が発表される。

## 関連人物
元TVQアナウンサーの古山かおりは同じ大学の先輩で、福岡アナウンススクールの同窓生でもある。古山とは、TVQでも2か月未満ではあるが一緒に仕事をしていた。
テレビ西日本アナウンサーの四位知加子は、同じ高校・大学の後輩である。高校時代から面識があり、共に同校体育祭でチアリーダーを務めた。

## 現在の出演番組
- タダイマ!（RKB毎日放送、2024年4月2日 - ）- 火曜・水曜レギュラー[9]
- 情報！Qスタイル（TVQ九州放送、2024年4月5日 - ）[10]
- 激PUSH！（TVQ九州放送、2024年4月4日 - ）[10]

## 過去の出演番組

### 山口放送時代（2008年4月 - 2015年7月）

#### テレビ
- 全国高等学校野球選手権山口大会中継[11]
- KRYさわやかモーニング - 月曜・火曜担当[12]
- ナビすた！[13]
- 熱血テレビ - 5代目キャスター[14]
- 青森VS山口とことんスペシャル 日本列島 端っこ同士で大合戦！（青森放送・山口放送）[15]
- 24時間テレビ 「愛は地球を救う」（日本テレビ系列） ローカルパート - パーソナリティ[16]
- KRYニュース

#### ラジオ
- ラジKING
- Happy☆Paradise[1]
- KRYニュース

### TVQ九州放送時代（2015年8月 - 2020年8月）
- テレQ Super! Stadium - 副音声担当[17]
- cafe7[17]
- ルックアップふくおか - 「週末チェッキュウ!!」担当[17]
- ナナちゃんの部屋[18]
- 週末ランキング チカバケ！ - 司会[6]
- ぐっ！ジョブ[19]
- 博多スポーツ劇場 月刊スポなな → 月刊スポなな[20]
- 土曜の夜は!おとななテレビ
- おっほ〜ゴッホみたいに言うな!!〜[21]
- ふくおかサテライト → ふくサテ!
- ごちそうマエストロ - ナレーター[22]
- ホークス＋[23]
- TXNニュース[24]
- パンブーのとりあえずナマ!?[25]